# Little Red Wagon
Pour les articles homonymes, voir Wagon (homonymie).
Pour plus de détails, voir Fiche technique et Distribution.
Little Red Wagon (au Québec : Le Petit Chariot rouge) est un docu-fiction réalisé par David Anspaugh en 2012. Écrit par Patrick Sheane Duncan (en), le film raconte l'histoire vraie du travail philanthropique de Zach Bonner (en) . Aidé par Laurie Bonner, sa mère, et Kelley Bonner, sa sœur, Zach fonde l’association caritative Little Red Wagon Foundation (en). Zach commence son travail de bénévole en collectant de la nourriture et des fournitures pour les enfants survivants de l'ouragan Charley. Pour attirer l'attention sur le sort des enfants sans-abri, Zach fait des marches à travers les États-Unis entre 2007 et 2010 totalisant 4,263 milles (6,861 km)(6.861 km). Tourné en anglais dans et autour de Charleston (Caroline du Sud) en mai 2010, le film a coûté 5 millions $US et a été diffusé le 5 octobre 2012 puis est sorti en France le 10 septembre 2013.

## Synopsis
Le film commence par montrer de vraies images (filmées en 2004) de l'ouragan Charley traversant la Floride de Hillsborough à Volusia. Zach Bonner (Chandler Canterbury), Laurie Bonner (Anna Gunn), sa mère, et Kelley Bonner (Daveigh Chase), sa sœur, habitent à Tampa, une ville de Floride épargnée. Zach voit à la télévision la destruction généralisée causée par l'ouragan : 16 morts avec 16 milliards $US de dégâts. Son bénévolat commence au moment où il décide de collecter de la nourriture et d'autres fournitures pour les enfants survivants à l'ouragan Charley,. Accompagné de sa sœur aînée Kelly, 15 ans et demi, Zach, huit ans, fait du porte-à-porte avec son chariot rouge pour solliciter des dons. Un an plus tard, pour aider les enfants marginalisés, en particulier les adolescents sans-abri, Zach fonde la Little Red Wagon Foundation, une association caritative à but non lucratif.
La fondation de Zach est le fer de lance d'un projet de sac à dos, dans lequel les sacs à dos surnommés Zackpacks sont remplis avec de la nourriture, des produits d'hygiène intimes, des bonbons, des jouets et d'autres matériaux donnés aux enfants marginalisés.
Entre 2007 et 2010, pour attirer l'attention sur le sort des enfants sans-abri, Zach parcourt 4,263 milles (6,86 km). En 2007, il part de Tampa en Floride, où il vit, et marche jusqu'à Tallahassee (Floride). En 2008, il marche de Tallahassee à Atlanta, en Géorgie. En 2009, il marche d'Atlanta à Washington, et en 2010, il marche de l'Atlantique à l'océan Pacifique. Les marches de Zach sont entrecoupés de scènes familiales avec des disputes entre sa mère et sa sœur.
Une intrigue secondaire est injectée dans l'histoire afin que les téléspectateurs soient en mesure d'observer l'efficacité de ses marches. Margaret Craig (Frances O'Connor), une jeune mère récemment veuve voisine de la famille de Zach, a de plus en plus de difficulté à élever son jeune fils Jim. Margaret ne peut plus payer son loyer, et déménage de sa grande maison pour un petit appartement avec son fils. Ils font des dons à Zach pour les victimes de l'ouragan. Margaret perd son emploi et n'est plus capable de payer le loyer du petit appartement. Ils abandonnent leur appartement et dorment dans leur voiture sur un parking. Ils deviennent sans-abri après avoir commencé à en aider. Un policier leur demande de ne pas rester sur le parking et les dirige vers un lieu d’hébergement d'urgence. Après la première nuit dans le centre, le sac de Jim et le portefeuille de Margaret ont disparu, les forçant à recourir au vol à l'étalage et au déchétarisme pour manger. À la fin du film, l'intrigue secondaire rejoint l'intrigue principale démontrant comment l'altruisme modifie la situation d'une personne indigente,,.

## Fiche technique
- Titre original : Little Red Wagon
- Titre français : Little Red Wagon
- Titre québécois : Le Petit Chariot rouge
- Réalisation : David Anspaugh
- Scénario : Patrick Sheane Duncan (en)
- Directeur de la photographie : Mihai Mălaimare, Jr.[6]
- Distribution des rôles : Brent Caballero
- Costumes : Susan Thomas
- Décors : Gia Grosso
- Montage : Christopher Cibelli
- Musique : Jeff Beal
- Costume : Paul Simmons
- Production : Michael Guillen et David Kanter (en)
- Société de distribution : Phase 4 Films (en)[2]
- Format : Couleurs - 35 mm
- Pays :  États-Unis
- Langue : Anglais
- Genre : Docu fiction
- Durée : 104 minutes
- Budget : 5 million $US[9]
- Dates de sortie :
  -  États-Unis : 5 octobre 2012
  -  France : 10 septembre 2013. (première DVD)

## Distribution
- Chandler Canterbury : Zach Bonner[9].

Roger Moore, critique de cinéma du The McClatchy Company, a salué la performance de Chandler Canterbury comme "assez bonne", le «jeune Canterbury nous donne plusieurs boules-dans-votre-gorge comme au moment où Zach demande pourquoi il ne peut pas essayer de faire ceci ou cela».
- Anna Gunn : Laurie Bonner, la mère de Zach[1].

Laurie Bonner est une mère célibataire devenue veuve alors que Zach était encore un nourrisson. Elle éprouve des difficultés à maintenir un équilibre entre le soutien à son fils, Zach, et le soutien à Kelley, sa fille adolescente. Debbie Holloway du site Crosswalk.com (en) a écrit qu'Anna Gunn, «donne un portrait émouvant d'une mère forte essayant désespérément de soutenir les nobles passions de son fils, qui souvent entrent en conflit avec les besoins d'indépendance et d'attention individuelle de Kelley ». Zach Bonner a dit qu'il avait peu d'implication dans le casting du film mais a constaté que les acteurs choisis « n'auraient pu être mieux » comme l'actrice Anna Gunn dont il trouva qu'elle jouait sa mère avec une incroyable précision. Zach a déclaré dans une interview du The Christian Post (en) que quand elle « joue une des scènes exactement comme ma mère, je me suis dit à moi-même : wow !»  Steve Persall, critique de cinéma de la Tampa Bay Times a salué la représentation de Anna Gunn comme une mère sympathique et "solide", opposé à son rôle inoxydable dans Skyler White de la série télévisée de crimes dramatiques Breaking Bad,,.
- Daveigh Chase : Kelley Bonner, la sœur de Zach[9].

Dans le film, Kelley, sœur adolescente de Zach, se sent exaspérée parce qu'elle se retrouve piégée au milieu d'un battage médiatique. Outre la rivalité fraternelle entre Zach et Kelley, il y a très peu de conflits dans le film. Inventant le mot dramatatized, Zach a expliqué dans un entretien téléphonique avec le Tampa Bay Times que «comme avec n'importe quel film basé sur une histoire vraie, c'est un peu dramatatized, je suppose que c'est pour en faire une histoire plus intéressante. Elle est un peu moyen dans le film, mais c'est une grande personne dans la vraie vie».
- Frances O'Connor : Margaret Craig, une mère sans-abri dont le mari vient de mourir récemment[4].
- Dylan Matzke (de) : Jim, le jeune fils de Margaret Craig[4].

## Critiques et réception
Le film a reçu des critiques mitigées. Les examinateurs l'ont loué pour être source d'inspiration pour savoir comment aider au mieux les sans-abri des importants impacts sur leurs vies. D'autres commentateurs ont trouvé l'intrigue du film trop simplifiée, constatant que mise à part la rivalité fraternelle entre Zach et sa sœur, le film manque de conflit, un composant essentiel d'un drame. Ils ont également trouvé certaines parties du film réalistes tel que la représentation de l'itinérance et de la gestion d'un organisme sans but lucratif.

## Lieux du tournage
Le film a été tourné à Awendaw, Charleston, Johns Island, McClellanville, Mount Pleasant, et North Charleston en Caroline du Sud aux États-Unis.